# Estação Sáenz Peña
A Estação Sáenz Peña é uma das estações do Metro de Buenos Aires, situada em Buenos Aires, entre a Estação Lima e a Estação Congreso. Faz parte da Linha A.
Foi inaugurada em 1 de dezembro de 1913. Localiza-se no cruzamento da Avenida de Mayo com a Rua Luis Sáenz Peña. Atende o bairro de Monserrat.
Nas proximidades da estação se encontra o Departamento Central de Polícia e a Loteria Nacional.
Em 1997 esta estação foi declarada monumento histórico nacional.